# アルパド・イロ
アルパド・エムリック・イロ（Arpad Emrick Elo、ハンガリー語 Élő Árpád Imre エーレー・アールパード・イムレ、1903年8月25日 - 1992年11月5日）は、チェスなどの二人用ゲームのために使われるイロレーティングの考案者。オーストリア＝ハンガリー帝国のエジハーザシュケセー(Egyházaskesző)に生まれ、1913年に両親に連れられてアメリカ合衆国に引っ越した。
イロはミルウォーキーのマーケット大学の物理学教授であり、チェスマスターだった。1930年代当時アメリカの主要なチェス都市のひとつであるミルウォーキーにおいて最も強いチェス競技者だった。ウィスコンシン州選手権で8回優勝した。
イロはウィスコンシン州ブルックフィールドで没した。

## イロレーティング
イロはチェス競技者のレーティングシステムの考案によって最もよく知られている。元のレーティングシステムは1950年にアメリカ合衆国チェス連盟の経営者であったケネス・ハークネスによって考案された。イロはハークネスのレーティングシステムによって得られたデータを利用し、1960年までに新しい計算式を開発した。この方法は健全な統計的基盤に基づいており、ハークネス方式に対して改良がなされていた。新しい方式は承認され、1960年にセントルイスで開催されたアメリカ合衆国チェス連盟の会議を通過した。
1970年に国際チェス連盟（FIDE）はイロレーティングの採用に同意した。それ以降1980年代なかばまで、イロ本人がレーティングの計算を行っていた。当時FIDEがレーティングを行っていた競技者の数は2000人に満たなかったため、計算するのは比較的容易だった。
その後、FIDEはレーティングの管理と計算の仕事の再割り当てを行い、イロを除外して別な人々に割り当てた。また、ハンドブックに新たに「レーティング取得」の規則が追加され、特定のイベント（チェス・オリンピアードなど）の試合で少なくとも50パーセントの成績をあげた競技者には恣意的なレーティングの値（典型的にはチェスマスターの最低限である2200台）が与えられる。イロらは新しい規則を恣意的で政治的なものとして反対した。

## 著書
- The Rating of Chess Players, Past and Present (1978), Arco. ISBN 0-668-04721-6